# Ativismo menstrual
Ativismo menstrual é toda forma de ação que luta contra a narrativa cultural dominante sobre a menstruação, isto é, que a considera algo nojento, exclusivamente feminino e que deve ser escondido. O ativismo menstrual é plural e pode se dar em diversas áreas, como educação, arte, saúde, comunicação, design de produtos, entre outras, que resistem às descrições hegemônicas sobre menstruação e criam ou resgatam outras percepções sobre a experiência menstrual. Também faz parte da ampla gama de atuação dos diversos ativismos menstruais a resistência ao modelo biomédico que patologiza e hiper medicaliza as experiências menstruais.

## Tipos de ativismo menstrual pelo mundo
Uma das principais estudiosas do tema é Christina Bobel, professora de Estudos sobre Sexualidade, Gênero e Mulheres da Universidade de Massachusetts. Para ela, a história dos ativismos menstruais nos Estados Unidos remonta à década de 1960 com uma tentativa de ressignificação do menstruar como uma fonte de poder, irmandade e conexão espiritual. Nas décadas seguintes, outras perspectivas se somaram a essa, como a do movimento de mulheres pela saúde, que passou a denunciar o uso de substâncias tóxicas em absorventes, e o movimento pelo meio ambiente, que alertou para o potencial poluente dos produtos menstruais e propôs outras formas de gerir o sangue menstrual. Atualmente, os ativismos menstruais são diversos e utilizam diferentes estratégias, como humor, arte, educação e participação política, para cumprir a missão que têm em comum, isto é, desafiar tabus menstruais e lutar para que as pessoas que menstruam sejam apoiadas em todas as suas necessidades para menstruar com dignidade.
Ainda no contexto estadunidense, Christina Bobel diferencia duas formas de ativismo menstrual: o feminista-espiritual e o radical. A primeira forma está relacionada a reivindicar a menstruação como uma experiência saudável, espiritual, empoderadora e prazerosa; através de práticas de bem estar, o autocuidado é promovido especialmente em grupos de mulheres brancas e de classe média. A segunda forma é descrita como um ativismo anti essencialista que desafia o estigma menstrual e critica a indústria de “higiene feminina” por  suas práticas de acumulação capitalista que colocam em risco quem menstrua; esse ativismo não considera a menstruação como uma marca de feminilidade, mas sim como mais um processo corporal colonizado.
Na Espanha, observa-se um campo de ativismos menstruais heterogêneos e conectados com pautas feministas, ecologistas e anticapitalistas, com ações e reflexões que podem ser organizadas em três eixos: a crítica ao complexo industrial higiênico-farmacológico; a crítica ao produtivismo como exploração e a recuperação de poderes e saberes sobre o corpo. No primeiro eixo, as ativistas alertam para uma guerra discursiva em que a narrativa biomédica afasta as pessoas menstruantes do conhecimento sobre seus corpos e atribui a menstruação de características pejorativas, como suja e fedida, uma ignorância instrumentalizada para a submissão; ainda no mesmo eixo, há também a crítica aos danos à saúde que o uso de absorventes tóxicos e medicamentos hormonais pode produzir em nome da acumulação capitalista com a venda desses produtos. No segundo eixo, as ativistas reivindicam a expressão da menstruação real, que pode ser incômoda e demandar descanso, algo mal visto na lógica produtivista do capital. No terceiro eixo, estimulam o uso de instrumentos de autoconhecimento e de diálogo com pessoas menstruantes mais velhas com o intuito de conhecer o próprio ciclo e resgatar práticas menos invasivas de gestão menstrual; dessa forma, defendem o corpo como um local de resistência.
No Brasil, ativistas menstruais denunciam a sobretaxa de absorventes, o absenteísmo escolar, a falta de acesso a saneamento básico e educação de qualidade e os impactos negativos do tabu menstrual na subjetividade e no pertencimento social de pessoas que menstruam. As ações de ativismos menstruais no Brasil, assim como outras da América Latina, reivindicam o tema da menstruação como um tema político e abrangente, que vai além da garantia de absorventes e do debate sobre higiene e saúde.  Os ativismos menstruais brasileiros, em sua maioria, se organizam em coletivos, ONGs e projetos sociais que promovem o debate público sobre o tema da menstruação (especialmente no contexto escolar com práticas de educação menstrual), incluindo também a confecção e distribuição de kits com recursos para gestão menstrual para população em vulnerabilidade. Há ainda grupos ativistas cujas ações se concentram no resgate de saberes populares sobre a menstruação, que remontam a outras configurações étnicas e religiosas e diferem do que propõe o saber médico ocidental institucionalizado.

## Exemplos de ativismos menstruais
As estratégias para implementar ações de ativismo menstrual são diversas, desde oficinas sobre menstruação, passando por modelos de ginecologia alternativos à ginecologia alopática até exposições de arte feitas com sangue menstrual. A seguir, alguns exemplos.
No campo das artes, o documentário Rubra Fluidez produzido pela atriz, ativista e educadora menstrual Camila Matzenauer, consiste em uma performance baseada em relatos de primeira menstruação. Além disso, há iniciativas que utilizam sangue menstrual para produzir arte, como o projeto Menstrala, conduzido por Vanessa Tiegs e que conta com 88 imagens produzidas com sangue menstrual.
No campo da educação, destaca-se, no cenário latino americano, a Emancipadas Escuela de Educación Menstrual y Educación Sexual, que atua de modo virtual e presencial fornecendo cursos diversos de formação crítica sobre menstruação e temas correlatos.
Há também iniciativas que reúnem os objetivos de construir novas narrativas menstruais e facilitar o acesso a recursos para gestão da rotina menstrual, como o Projeto Menst.Rua faz colação de lambe lambes pela cidade de Manaus visibilizando a menstruação e promovendo novos discursos sobre ela, ao mesmo tempo em que distribui kits com absorventes e outros itens de cuidado pessoal.